# Notiogyne falcata
Genre
Espèce
Notiogyne falcata, unique représentant du genre Notiogyne, est une espèce d'araignées aranéomorphes de la famille des Linyphiidae.

## Distribution
Cette espèce est endémique de Russie. Elle se rencontre dans l'oblast d'Amour et le kraï de Khabarovsk. 

## Description
Le mâle holotype mesure 1,63 mm et la femelle paratype 1,80 mm.

## Publication originale
- Tanasevitch, 2007 : New linyphiid taxa from Siberia and the Russian Far East, with notes on the genera Notioscopus Simon and Carorita Duffey et Merrett (Aranei: Linyphiidae). Arthropoda Selecta, vol. 15, no 2, p. 141-152 (texte intégral).